# Göteborgs S:t Pauli församling
Göteborgs S:t Pauli församling är en församling i Örgryte pastorat i Göteborgs södra kontrakt i Göteborgs stift. Församlingen ligger i Göteborgs kommun i Västra Götalands län.

## Administrativ historik
Församlingen bildades 1969 av Gamlestads kyrkobokföringsdistrikt vid delningen av Gamlestads församling och har sedan bildandet till 2018 utgjort ett eget pastorat. Från 2018 ingår församlingen i Örgryte pastorat.
Församlingen omfattade från 1969 förutvarande Gamlestads kyrkobokföringsdistrikt inom Gamlestads församling samt de delar av Lunden och Gubbero som då införlivades med församlingen från Örgryte församling och Tyska Christinae församling. Geografiskt innefattas stadsdelen Olskroken, delar av stadsdelarna Bagaregården, Gårda och Lunden.

## Kyrkor
- S:t Pauli kyrka

## Areal
Göteborgs S:t Pauli församling omfattade den 1 januari 1976 en areal av 2,4 kvadratkilometer, varav 2,3 kvadratkilometer land.